# Елджін (Аризона)
Елджін (англ. Elgin) — переписна місцевість (CDP) в США, в окрузі Санта-Круз штату Аризона. Населення — 162 особи (2020).

## Географія
Елджін розташований за координатами 31°40′4″ пн. ш. 110°32′10″ зх. д. / 31.66778° пн. ш. 110.53611° зх. д. (31.667896, -110.536105).  За даними Бюро перепису населення США в 2010 році переписна місцевість мала площу 15,41 км², з яких 15,40 км² — суходіл та 0,00 км² — водойми.

## Демографія
Згідно з переписом 2010 року, у переписній місцевості мешкала 161 особа в 69 домогосподарствах у складі 50 родин. Густота населення становила 10 осіб/км².  Було 85 помешкань (6/км²).
Расовий склад населення:
| - 91,3 % — білих - 1,2 % — чорних або афроамериканців - 1,2 % — азіатів - 5,6 % — осіб інших рас |

До двох чи більше рас належало 0,6 %. Частка іспаномовних становила 14,3 % від усіх жителів.
За віковим діапазоном населення розподілялося таким чином: 20,5 % — особи молодші 18 років, 65,2 % — особи у віці 18—64 років, 14,3 % — особи у віці 65 років та старші. Медіана віку мешканця становила 52,7 року. На 100 осіб жіночої статі у переписній місцевості припадало 117,6 чоловіків;  на 100 жінок у віці від 18 років та старших — 113,3 чоловіків також старших 18 років.
Середній дохід на одне домашнє господарство  становив 59 881 долар США (медіана — 73 214), а середній дохід на одну сім'ю — 59 881 долар (медіана — 73 214). За межею бідності перебувало 13,0 % осіб, у тому числі 0,0 % дітей у віці до 18 років та 28,9 % осіб у віці 65 років та старших.
Цивільне працевлаштоване населення становило 83 особи. Основні галузі зайнятості: науковці, спеціалісти, менеджери — 26,5 %, виробництво — 18,1 %, фінанси, страхування та нерухомість — 13,3 %, освіта, охорона здоров'я та соціальна допомога — 9,6 %.